# Юго-Западный Дели
Юго-Западный Дели (англ. South West Delhi) — округ на юго-западе Дели (Национальной столичной территории Дели).
На территории округа расположены большой жилой район Дварка, парк развлечений Фан-и-Фуд, оба аэропорта Дели — Международный аэропорт имени Индиры Ганди и Внутренний аэропорт Дели.